# Florian Mohr
Florian Mohr, né le 25 août 1984 à Hambourg (Allemagne), est un footballeur allemand évoluant en tant que défenseur.

## Palmarès
Vierge